# Аллен (Меріленд)
Аллен (англ. Allen) — переписна місцевість (CDP) в США, в окрузі Вікоміко штату Меріленд. Населення — 199 осіб (2020).

## Географія
Аллен розташований за координатами 38°17′10″ пн. ш. 75°41′24″ зх. д. / 38.28611° пн. ш. 75.69000° зх. д. (38.286126, -75.690105).  За даними Бюро перепису населення США в 2010 році переписна місцевість мала площу 0,93 км², з яких 0,91 км² — суходіл та 0,01 км² — водойми.

## Демографія
Згідно з переписом 2010 року, у переписній місцевості мешкало 210 осіб у 74 домогосподарствах у складі 61 родини. Густота населення становила 227 осіб/км².  Було 82 помешкання (89/км²).
Расовий склад населення:
| - 93,3 % — білих - 4,8 % — чорних або афроамериканців - 1,0 % — корінних американців |

До двох чи більше рас належало 1,0 %. Частка іспаномовних становила 2,9 % від усіх жителів.
За віковим діапазоном населення розподілялося таким чином: 28,1 % — особи молодші 18 років, 59,5 % — особи у віці 18—64 років, 12,4 % — особи у віці 65 років та старші. Медіана віку мешканця становила 39,8 року. На 100 осіб жіночої статі у переписній місцевості припадало 79,5 чоловіків;  на 100 жінок у віці від 18 років та старших — 84,1 чоловіків також старших 18 років.
Цивільне працевлаштоване населення становило 0 осіб. 